# BET Gospel
Pour les articles homonymes, voir BET et Gospel (homonymie).
BET Gospel est une chaîne de télévision américaine basée à Washington, D.C., dérivée de la chaîne BET. La chaîne diffuse des programmes liés au gospel.
Elle a été créée le 1er juillet 2002. Aujourd'hui elle appartient au groupe Viacom.